# خانه دکتر وحید
خانه دکتر وحید مربوط به دوره قاجار است و در رامهرمز، چهارراه طالقانی، بن‌بست ۶ متری واقع شده و این اثر در تاریخ ۲۳ شهریور ۱۳۸۲ با شمارهٔ ثبت ۹۹۵۲ به‌عنوان یکی از آثار ملی ایران به ثبت رسیده است.